# 王導
王導（276年—339年9月7日），字茂弘，琅邪临沂（今山东省临沂市）人。是東晉初年權臣，歷仕晉元帝、晉明帝和晉成帝三代。他與堂兄王敦及其家族隨晉元帝衣冠南渡，並積極聯結南方士族以支持晉室，又團結北來僑姓士族，讓晉元帝得以在南方立足，並在西晉亡後建立東晉。後王敦發起叛亂，但王導仍然支持晉室，及至亂事平定後身居高位，續獲明帝、成帝以及朝中大臣倚重。

## 生平

### 西晉亂世
王導承襲父親王裁的爵位即丘子，後獲司空劉寔引薦為東閤祭酒。後來又參東海王軍事。當時因八王之亂而天下大亂，而王導與瑯琊王司馬睿友好，王導知道身在亂世，更傾心支持司馬睿，有復興晉朝的志向；同時司馬睿亦器重他。當時司馬睿在洛陽，王導多次勸他回到封國。永興二年（305年），東海王司馬越討伐河間王司馬顒，命司馬睿為平東將軍，監徐州諸軍事，留守下邳，司馬睿於是請王導為司馬；後司馬睿又遷任安東將軍，都督揚州諸軍事。司馬睿對王導十分信任，對王導所進獻的計策都一概實行。

### 衣冠南渡
永嘉元年（307年）九月，司馬睿聽從王導的建議，移鎮建鄴（後改建康，今江蘇南京市）。但司馬睿到建鄴後因司馬睿沒有名望而並未得到江南民眾的支持，一個多月都沒有任何人拜訪。王導正因此而感到憂慮，此時王導堂兄王敦到建鄴，王導於是與王敦計劃如何提高司馬睿的名望。次年三月上巳節，王導趁節日的機會要司馬睿出行觀看習俗儀式，其間乘坐肩輿，王導和王敦等有名望的北方士族則在後騎馬跟隨，令司馬睿甚具威嚴。江南士族紀瞻、顧榮等見司馬睿如此，十分驚懼，都在路旁拜見他，王導趁此勸司馬睿與江南士族合作。司馬睿於是讓王導拜訪賀循和顧榮兩名士族首領，並任命顧榮為安東軍司馬，賀循為吳國內史，後又任命其他士族首領為官。自此司馬睿就漸漸得到江南士族的支持，百姓亦歸附。因王導和王敦盡心輔助司馬睿，當時人都稱「王與馬，共天下」。
永嘉五年（311年），漢國將領呼延晏等攻破西晉首都洛陽，並擄走晉懷帝，中原大亂，大量士族和人民都渡過長江，到較安定的南方避亂，王導因而勸司馬睿任用其中的賢人俊才，與他們合作。司馬睿於是任命了百多人為掾屬。當時荊州和揚州都十分安定，戶戶都生活富足。王導以清靜為政務首要，常勵司馬睿要克己勵節，匡主寧邦。王導愈來愈受司馬睿倚重，而當時其他人都對王導傾心，並號王導為「仲父」，而司馬睿亦向王導說過：「卿，吾之蕭何也。」
永嘉末年，王導遷任丹楊太守，加輔國將軍，後又拜寧遠將軍，再加振威將軍。晉愍帝在長安即位後，徵召王導為吏部郎，但王導不應命。建興四年（316年）匈奴王劉曜攻陷長安，俘虏晉愍帝。次年年初，時任丞相的司馬睿改封晉王，王導任丞相軍諮祭酒。不久拜右將軍、揚州刺史、監江南諸軍事。後遷驃騎將軍，加散騎常侍、都督中外諸軍、領中書監、錄尚書事、假節任揚州刺史。此時桓彝渡江到來，見當時朝廷微弱，向同是北方來的士族周顗表示憂慮。但周顗見王導後則向桓彝說：「向見管夷吾，無復憂矣。」王導因而亦稱「江左夷吾」。後來在一次北方士族的飲宴中，周顗感慨西晉山河破落，眾人都悲傷涕泣，但王導此時卻站起來，嚴肅地說：「当共戮力王室，克复神州，何至作楚囚相对！」眾人聽後都不再哭並拜謝王導。由此可見王導在攏絡江南士族外亦致力團結北方來的士族，鞏固司馬睿這江南政權。另王導亦上奏建議興辦學校，宣揚禮樂教化。

### 東晉建立
建武二年（318年），晉愍帝的死訊傳到建康，隨後司馬睿即位為帝，百官陪列，司馬睿更命王導和他同坐，被王導以皇帝尊貴而拒絕。王導即進位驃騎大將軍、儀同三司，封武岡侯。
太興二年（319年），王導代替賀循為太子太傅。當時東晉剛剛建立，尚未置史官，王導於是設立機構，令當時典籍頗為齊全。
太興四年（321年）王導進位侍中、司空、假節、錄尚書，領中書監。早前，司馬睿又任命丹陽尹劉隗為鎮北將軍，駐鎮淮陰，表面是防衛北方胡人，實質是為了防備荊州牧王敦。同時，因為司馬睿忌憚王敦，連帶王導亦被他疏遠。但王導仍然處事認真，安守本份。

### 王敦之亂
永昌元年（322年），王敦以誅劉隗為名，在武昌起兵作亂，並得龍驤將軍沈充響應。司馬睿聞訊大怒，徵征西將軍戴淵和劉隗入衛建康。劉隗入建康時百官迎接，令他十分得意；入宮後勸司馬睿盡誅王氏但遭拒絕。同時，王導又率子姪二十多人，每日到宮待罪，最終都得司馬睿寬恕，並任命為前鋒大都督，對抗王敦。及後王敦攻破石頭城，擊敗戴淵、劉隗、王導、周顗、郭逸、虞潭等人的進攻，並攻陷建康，自任丞相專掌朝政。王敦入城後怪責王導在晉愍帝死後反對他另立幼主以便專擅朝政，但王導仍秉正地議論，王敦無法爭論。後王導加任尚書令。
同年司馬睿因王敦之亂憂憤而死，遺詔王導輔政。太子司馬紹繼位後，王導解任揚州刺史，改拜司徒。太寧二年（324年），王敦因與司馬紹作戰戰敗憤惋而死，王敦之亂平定。司馬紹回皇宮封王導為始興郡公。後又改命王導為太保、領司徒，劍履上殿，入朝不趨、贊拜不名。

### 輔助成帝
太寧三年（325年），晉明帝司馬紹逝世，太子司馬衍繼位，是為晉成帝。皇太后庾氏稱制，由王導加錄尚書事，與中書令庾亮和尚書令卞壼共同輔政，輔政期間以寬厚謙和而得人心。咸和元年（326年），後趙君主石勒派兒子石聰進攻壽春，後又進攻逡遒和阜陵，殺掠五千多人，震動建康。司馬衍於是加命王導大司馬、假黃鉞、都督中外諸軍事，到江寧抵禦。直至蘇峻派韓晃擊退石聰後才解任大司馬。

### 蘇峻之亂
咸和二年（327年），庾亮認為蘇峻在歷陽招攬聚眾，輕視朝廷，打算徵召蘇峻。王導認為蘇峻本性猜忌而陰險，一定不會應命，並勸庾亮包容他的行徑。但庾亮不聽，王導和卞壼、溫嶠等都不能勸阻，最終誘發蘇峻叛亂。蘇峻叛亂後，王導即入宮侍候皇帝，當時尚書左丞孔坦和司徒司馬陶回建議王導趁蘇峻未到建康，先封鎖阜陵，以當利諸口作防禦，及後一舉擊破；否則蘇峻逼近建康就會人心惶惶，難以抵禦。王導亦同意，但主掌決策的庾亮不聽從。後蘇峻攻陷東晉積存鹽和米糧的姑孰，並進攻建康，庾亮才後悔。
次年（328年），蘇峻攻陷建康，專擅朝政，因王導德望極高而不敢加害。後路永、匡術和賈寧都勸蘇峻殺王導並盡誅大臣，但蘇峻因敬重王導而不聽。路永等人於是心生異心，王導乘機派參軍袁耽暗中聯結他們，想他們帶皇帝出外投奔討伐蘇峻的義軍。但因蘇峻守衛嚴密，不能成功，王導於是帶兩個兒子與路永出奔白石。不久，蘇峻出戰時墮馬被殺，由弟弟蘇逸接掌部眾。
咸和四年（329年），蘇逸接連兵敗並被捕，蘇峻之亂平息。因建康的宗廟宮室都被燒為灰燼，溫嶠等人建議遷都豫章，而江南豪族則請遷都會稽；王導則堅持以建康為都，提出「镇之以静，群情自安」的方針，最終仍留在建康為都。

### 進位丞相
司馬衍年幼登位，每次見輔政的王導都拜他，手詔給王導更稱「惶恐言」，命中書寫詔令給王導則稱「敬問」，更成為定制。另司馬衍知道王導簡樸寡欲，無儲糧而衣服又簡樸，於是賜他一萬匹布作換錢用。後王導因病無法上朝會，司馬衍更親到他的府第，與他飲酒作樂，又令輿車載他入宮殿，可見司馬衍對他的敬重。
咸康元年（335年），有報告後趙王石虎進攻歷陽，王導自請出戰討伐，於是加大司馬，假黃鉞，都督中外諸軍事，並讓他置左右長史、司馬，又給一萬匹布，統率諸軍防禦。但不久得知石虎等已離開，於是解任。咸康四年（338年），任命王導為太傅、都督中外諸軍事。不久改司徒為丞相，由王導擔任。
咸康五年（339年），王導逝世，享年六十四歲。皇帝於朝堂發喪三日，又命大鴻臚持節監護喪事，按霍光和司馬孚的儀式。諡文獻公，祠以太牢之禮。王導死后赐葬幕府山西南麓。

## 為政作風
王導施政善於因事制宜，雖然在短期沒有顯著的成效，但長期來看是有所得益。有一次國庫空虛，庫中只有數千端綀絲，賣也賣不去，而國庫沒錢不能維持朝廷運作。王導因而與朝中賢人都製作綀布製的單衣，士人因敬慕他們而爭相穿著這種單衣，最終令綀絲價格飛漲，能賣至一端一金。
另一方面，王導寬厚的性格亦反映在其行政上，所委任的趙胤、賈寧等將領都不奉法度，然而王導亦容忍，如此引起大臣憂慮，庾亮更曾以此勸郗鑒與他聯手起兵廢掉王導。

## 逸事
- 王敦之亂時，劉隗曾勸司馬睿盡誅王導家族，王導因而每天都帶領宗族子弟二十多人到宮中請罪，而此時周顗要入宮，王導請求周顗援救：「伯仁（周顗字），以百口累卿！」但周顗卻好像聽不到那樣直入宮中。但入宮後則向皇帝司馬睿表示王導忠誠，懇切地要求司馬睿不要誅殺王導，司馬睿聽從。後周顗在內飲酒至醉，出來時王導又叫喚周顗，但周顗又不理他，更說：「今年殺諸賊奴，取金印如斗大繫肘。」回府後周顗又再次上表營救王導，言辭甚切。但王導看著周顗的表現，以為他是向皇帝中傷他，甚為記恨。後王敦攻陷建康，先問王導周顗是否應當三司，王導不答；再問王導周顗應否任尚書令和僕射，王導又不答；最後王敦說若兩者皆否，就是要殺了他們，王導也不答。就是這三次不答，王敦就將周顗殺害。叛亂平定後，王導在中書省看見當日周顗申救自己之奏表，大哭著說：「我雖不殺伯仁，伯仁由我而死。幽冥之中，負此良友。」[4]
- 王导与稍晚于他的谢安都住在建康青溪与秦淮河之间的乌衣巷。乌衣巷是三国时东吴禁军驻扎的地方，禁军身着黑色军服，故此得名。東晉的高門士族都住在這裡。后来唐人刘禹锡游南京，曾感慨赋诗：「朱雀桥边野草花，乌衣巷口夕阳斜。旧时王谢堂前燕，飞入寻常百姓家。」
- 自漢朝和曹魏以來，群臣都不拜謁山陵。但王導因與司馬睿不止有君臣情誼，更是由未發跡時已相知相識，因而每獲崇進都會拜謁皇陵，不禁感到悲哀。自王導開始，後來都會詔命百官拜謁皇陵。
- 王導正妻曹淑性格嫉妒，不許王導有婢妾，更連隨從都會受檢查。王導不能忍受，於是在別處收藏婢妾，更生了孩子。曹氏知道後，率領婢僕二十多人持刀去找王導收藏的婢妾。王導聽聞後亦急忙乘牛車出門，要比曹氏更早到達。期間慌張的王導嫌牛跑得太慢，於是左手扶著門欄，右手拿著麈尾，並用麈尾的柄驅策牛隻，狼狽之下才僅僅比曹氏先至。蔡謨知道後取笑他，更特意拜訪王導，說：「朝廷打算給你加授九錫，你知嗎？」王導不知蔡謨心思，以為是真的，於是表示謙讓。蔡謨接著說：「我聽不了別的，只知有短轅犢車和長柄麈尾。」以此取笑王導驅策牛車的狼狽相。王導聽後非常惭愧。[5]

## 評論
- 《晉書》史臣曰：茂弘策名枝屏，叶情交好，負其才智，恃彼江湖，思建克復之功，用成翌宣之道。於是王敦內侮，憑天邑而狼顧；蘇峻連兵，指宸居而隼擊。實賴元宰,固懷匪石之心，潛運忠謨，竟翦吞沙之寇。乃誠貫日，主垂餌之以終全；貞志陵霜，國綴旋而不滅。觀其開設學校，在乎沸鼎之中，爰立章程，在乎櫛風之際；雖則世道多故，而規模弘遠矣。比夫蕭曹弼漢，六合為家，奭望匡周，萬方同軌，功未半古，不足為儔。至若夷吾體仁，能相小國，孔明踐義，善翊新邦，撫事論情，抑斯之類也。提挈三世，終始一心，稱為「仲父」，蓋其宜矣。
- 《晉書》贊：贙嘯猋馳，龍升雲映。武岡矯矯，匡時緝政。懿績克宣，忠規靡競。挈叶三主，榮逾九命。貽刀表祥，筮水流慶。赫矣門族，重光斯盛。
- 晉成帝：公文貫九功，武經七德，外緝四海，內齊八政，天地以平，人神以和，業同伊尹，道隆姬旦。仰思唐虞，登庸雋乂，申命群官，允釐庶績。
- 陳寅恪：王導之籠絡江東士族，統一內部，結合南人北人兩種實力以抵抗外侮，民族因得以獨立，文化因得以續延。不謂民族之功臣，似非平情之論也。

## 家庭

### 妻妾
- 曹淑，王导夫人
- 雷氏，王导妾室，被稱「雷尚書」，生王恬、王洽[6]

### 弟
- 王穎字茂英，年少知名，當時的人以他比擬溫嶠，二十歲早死。
- 王敞字茂平，年少知名，當時的人以他比擬鄧攸，二十二歲早死[7]。

### 子
1. 王悅，官至中書侍郎，比王導早死。
2. 王恬，好武術，因而不被公門器重。為東晉將領，曾任後將軍鎮守石頭城。承襲即丘子的爵位。
3. 王洽，六位兒子中最為知名的一個，官至中書令。
4. 王協，撫軍參軍，承襲武岡侯的爵位，早死。
5. 王劭，官至吏部尚書、尚書僕射，領中領軍。
6. 王薈，官至鎮軍將軍，加散騎常侍。

### 孫
- 王琨，王恬之子，因王悅無子而過繼給他，承襲始興郡公的爵位。
- 王珣，王洽之子，官至衛將軍，都督琅邪水陸軍事，加散騎常侍。
- 王珉，王洽之子，與王獻之齊名，官至中書令。
- 王謐，王劭之子，因王協無子而過繼為嗣。與桓胤、王綏齊名。官至中書監，加散騎常侍，領司徒、兼太保。後入仕於桓楚朝廷。後因畏懼出奔。後被大將軍司馬遵追還，官復原職。
- 王穆，王劭之子，臨海太守。
- 王默，王劭之子，吳國內史。
- 王恢，王劭之子，右衛將軍。
- 王廞，王薈之子，曾為王恭部將，反叛而被劉牢之擊敗失蹤。

### 族人
- 王羲之，東晉人，王導堂侄。郗鑒之婿，成語「東床快婿」主角。世稱「書聖」。
- 王凝之，東晉人，王羲之之子，東晉才女謝道韞夫婿。
- 王徽之，東晉人，王羲之之子。
- 王獻之，東晉人，王羲之之子。

## 延伸阅读
[在维基数据编辑]
 《晉書·卷065》，出自房玄齡《晉書》